# Sybistroma incisus
Sybistroma incisus är en tvåvingeart som först beskrevs av Yang 1999.  Sybistroma incisus ingår i släktet Sybistroma och familjen styltflugor. Inga underarter finns listade i Catalogue of Life.